# C/2023 A3
C/2023 A3 (Tsuchinshan–ATLAS)，又稱紫金山-阿特拉斯彗星或紫金山彗星，是一顆來自奧爾特雲的彗星，由中華人民共和國紫金山天文台於2023年1月9日發現，並由南非小行星陆地撞击持续报警系统（ATLAS）於2023年2月22日獨立發現。2024年9月27日，彗星經過近日點，距離為0.39 AU（58 × 106 km；36 × 106 mi），此時肉眼可以看見。10月9日，紫金山-阿特拉斯彗星在經過太陽後不久達到其最亮星等，根據彗星觀測資料庫（COBS）報告的觀測結果，其星等為-4.9等。

## 觀察歷史

### 發現

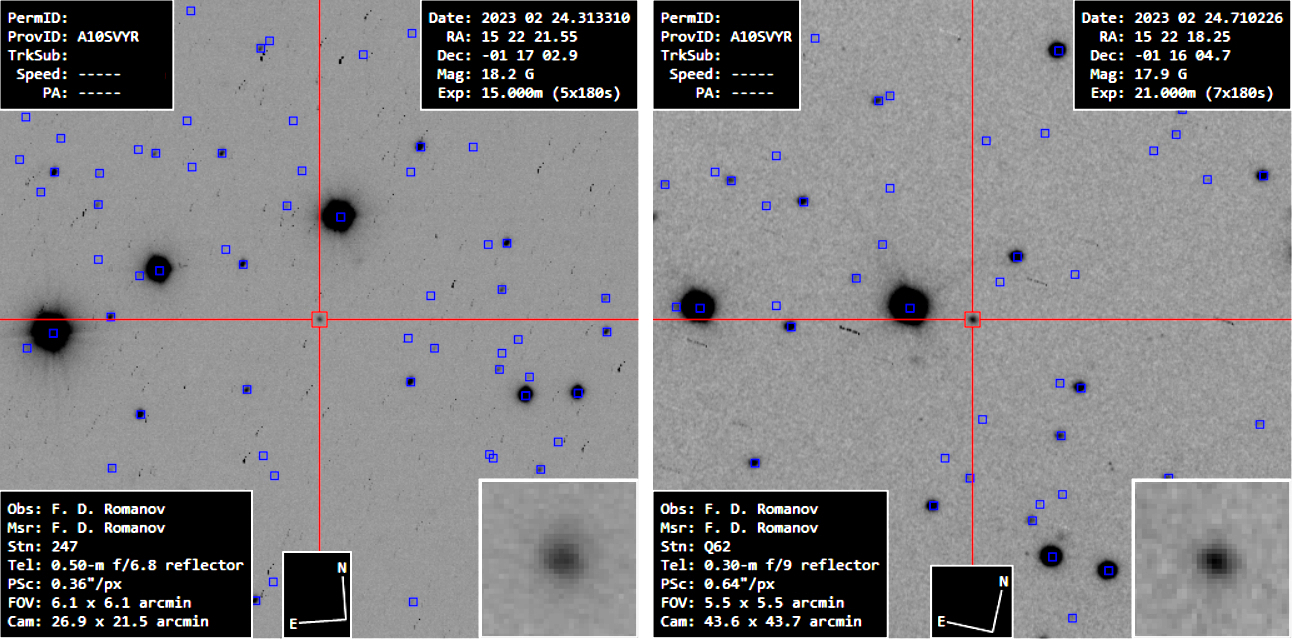
業餘天文學家於2023年2月24日透過遠程望遠鏡獲得的紫金山-阿特拉斯彗星圖像

小行星陆地撞击持续报警系统在2023年2月22日進行系統搜尋，使用南非薩瑟蘭天文台的0.5 m f/2施密特反射器拍攝的圖片中檢測到一顆估計星等為18.1等的小行星物體，當時彗星是距離太陽約7.3 AU（1.09 × 109 km；680 × 106 mi）。經過第一次軌道計算後，發現它與紫金山天文台向小行星中心報告的一顆18.7等的天體相同，在2023年1月9日拍攝的影像中檢測到。它已被列入待確認的天體列表，但由於沒有後續觀測報告且其預測位置十分不確定，被認為是迷蹤小行星，因此於2023年1月30日被剔除。根據彗星的命名規定，它獲得兩個天文台的名稱。
隨後，帕洛马山天文台茲威基瞬變設施（ZTF）於2022年12月22日拍攝的舊影像中檢測到該天體，當時其視星等為19.2—19.6等。這些更深、分辨率更高的圖片也顯示，它有一層非常濃縮的彗髮和一條長度為10角秒的小直尾，表明它是一顆彗星。

### 走向近日點

2024年5月10日拍攝的紫金山-阿特拉斯彗星縮時攝影

到2024年1月，這顆彗星的視星等已增亮至13.6等，根據《天空與望遠鏡》雜誌的作者鮑勃·金（Bob King）的說法，通過15英寸望遠鏡以142倍的放大倍數可以觀測到這顆彗星。當時這顆彗星正穿越天秤座和室女座。到4月底，它的亮度已達到10等左右，可以透過小型望遠鏡觀測到，並顯示出一條短彗尾。.2024年5月31日，當彗星距離太陽2.33 AU時，光譜顯示有強烈的氰化物排放，且彗星處於貧碳狀態。這顆彗星的塵埃氣體比很大。
在5月和6月，彗星的增亮速度減慢，彗星星等停留在10至11等之間，同時以目視觀察到一條長5至15角分的塵埃彗尾向東伸延。天文學家茲德內克·塞卡尼納認為，這表明彗核已經碎裂。碎裂從3月下旬開始，表現出增亮率的增加，隨後塵埃產量減少、狹窄的淚滴狀塵埃尾和非軌道上的重力變化。他預計彗星會在近日點前解體。使用凌星行星及原行星小望遠鏡對彗星的觀測表明，塵埃產量在5月達到最低值，當時彗星的相位角接近零，並在一個月後再次開始增加，而在此期間氣體產量緩慢增加。6月中旬，彗星進入獅子座且出現在傍晚的天空。7月初，天文學家用相片觀察到一條微弱的離子尾，長度約為一度半。7月中旬之後，彗星一直在太陽的光芒中消失直到9月。8月，日地关系天文台太空船觀測到這顆彗星穩定地增亮，視星等達到7等。

### 近日點

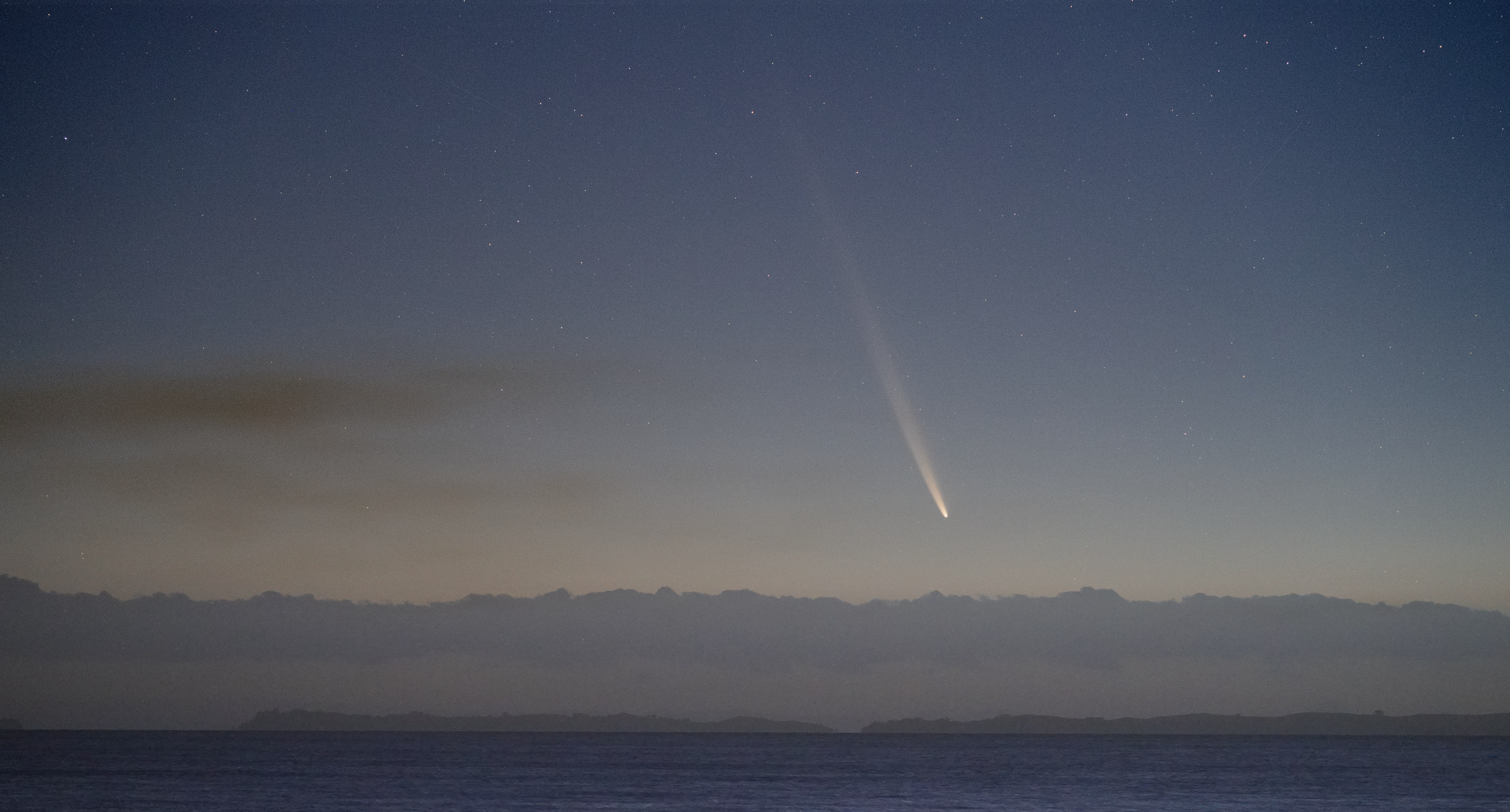
2024年9月28日，從新西蘭奧克蘭默里斯灣拍攝的彗星

特里·洛弗喬伊於2024年9月11日清晨發現這顆彗星，當時它位於六分儀座，星等為5.5等。9月20日，太空人马修·多米尼克在國際太空站上用肉眼發現並拍攝這顆彗星，兩天後，太空人唐納德·佩蒂特也拍攝了照片。9月23日，人們首次從地球上用肉眼觀測到這顆彗星，天文學家估計該彗星的星等為3.3等，而用雙筒望遠鏡觀測時，據報導其彗尾長2.5度。
在9月的最後一周，它在日出時的天空中可以看見，而從南半球可以更清楚地看到它，並預計它的亮度將達到2等。近日點出現於9月27日。到10月1日，這顆彗星的亮度已達到2等，其彗尾估計有10—12度長。10月初，這顆彗星的光譜具有明顯的鈉d線，但含碳物質則已耗盡。之後它再次與太陽一起移動。10月4日，其視星等估計為1.3等。
10月7日，彗星進入太陽和太陽圈探測器日冕仪的視野，並持續可見至10月11日。彼得·霍拉萊克於10月8日在日間成功拍攝到這顆彗星。2024年10月9日，彗星與太陽的夾角為3.5度。當天，這顆彗星的亮度達到-4.9等，成為一個世紀以來最亮的彗星之一。原子核5角分內的總星等極值為-2.9等。這是自1995年日冕儀發射以來太陽和太陽圈探測器觀測到的第二亮彗星，僅次於2007年的麥克諾特彗星。沒有接到在日間用肉眼觀測到這顆彗星的報導，表明最大視星等為-2至-3等，而10月9日用雙筒望遠鏡觀測到這顆彗星，表明視星等為-3等。
這顆彗星於10月10日在夜空中被發現，在接下來的幾天可以用肉眼看見。它於10月12日最接近地球，距離為71 × 106 km（44 × 106 mi）.。當天，彗星的視星等估計為0等，彗尾的長度估計為4度。此後因為彗星遠離地球和太陽，它變得更暗。然而，隨著距角變大，即便月亮變亮，它也更容易被發現。10月14日，地球穿過彗星的軌道面，結果觀察到彗翎。10月16日，根據圖片估計尾巴長度超過20度。這顆彗星很快就消退，到10月20日，它已變暗至4等，但據報在晚間，彗尾長10度，在晚間透過側視，彗尾長17.5度。到11月2日，這顆彗星的亮度已降至6等以下，肉眼不再可見。

## 亮度預測
當這顆彗星被發現時，天文學家假設其絕對星等(H)為7且2.5n = 8，預計彗星在近日點將達到+3的總星等，此時其日距角較小。預計彗星在經過近日點後約三週，即10月中旬，其亮度將達到4等左右。Gideon van Buitenen估計，假設H = 5.2和2.5n = 10，彗星在近日點期間將達到0.9星等，在最接近地球時達到-0.2星等，並將受惠於前向散射的影響 。
2024年6月的修訂數據表明，假設(H) = 6和2.5n = 7.5，這顆彗星的視星等將增亮至2.2等，這是內太陽系長週期彗星的平均增亮率。然而，由於前向散射的影響，預計這顆彗星的亮度至少提高一個星等，這可能會使2024年10月9日效應峰值附近的亮度提高幾個星等。9月初的更多計算表明，考慮到前向散射，這顆彗星在10月5日至13日期間將比0等更亮，其最高星等在10月9日達超過-4等，當時由於前向散射，彗星的亮度增加了接近6星等。

## 軌道
軌道逆行，傾角為139°。2024年9月27日，彗星抵達近日點，距離爲0.391天文單位。2024年10月12日，彗星最接近地球，距離為0.47天文單位。這顆彗星並不接近太陽系的巨行星。在進入太陽系的行星區域之前，軌道與太陽的束縛很弱。由於行星攝動，彗星離開太陽系的軌道將比進入太陽系的軌道有更大的偏心率，且不受太陽引力束縛，因為它的軌道是微弱雙曲線的 。未知微弱雙曲線軌道會否導致彗星被彈出太陽系。目前預測2237年，彗星會距離太陽200個天文單位。
| 時間                         | 與地球距離 (AU)                                  | 與太陽距離 (AU)                                  | 速度 相對地球 (km/s) | 速度 相對太陽 (km/s) | 不確定性 (3個標準差) | 星座   | 月球光照度 | 參考資料                        |
| ---------------------------- | ------------------------------------------------ | ------------------------------------------------ | -------------------- | -------------------- | -------------------- | ------ | ---------- | ------------------------------- |
| 2024年10月12日 15:18 ± 15 分 | 0.472 AU（70.6 × 106 km；43.9 × 106 mi；184 LD） | 0.556 AU（83.2 × 106 km；51.7 × 106 mi；216 LD） | 80.5                 | 56.5                 | ± 7,000 km           | 室女座 | 70%        | Horizons （页面存档备份，存于） |

Positions of the comet C/2023 A3 in autumn 2024
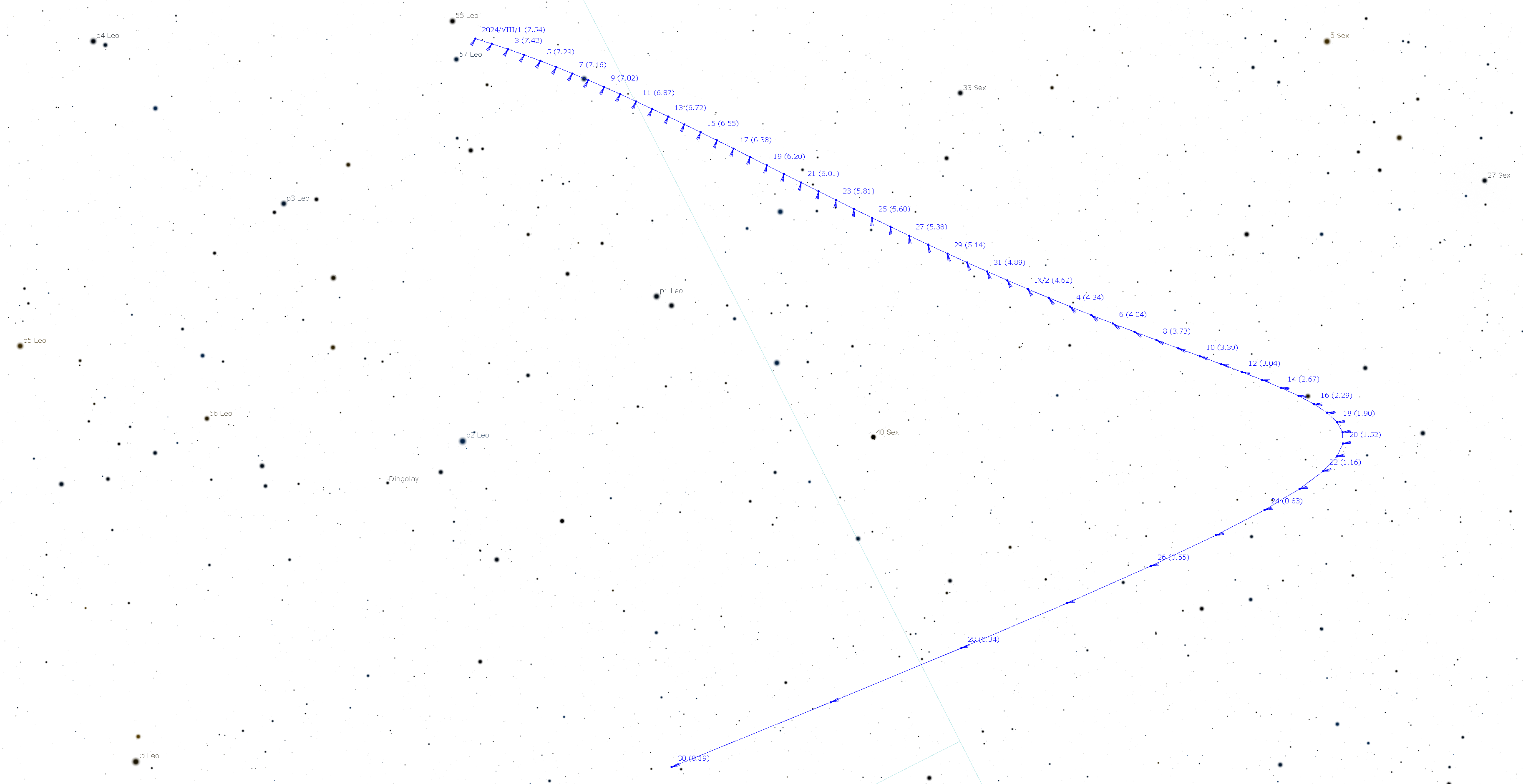
2024 年8月和9月，C/2023 A3的位置以及預期的視星等。8月初，這顆彗星位於黃道以南約六度的獅子座55和57兩顆恆星之間，然後向六分儀座移動。隨著亮度的增加，它將在9月下旬返回位於黃道以南最低緯度（略低於14弧度）的獅子座。
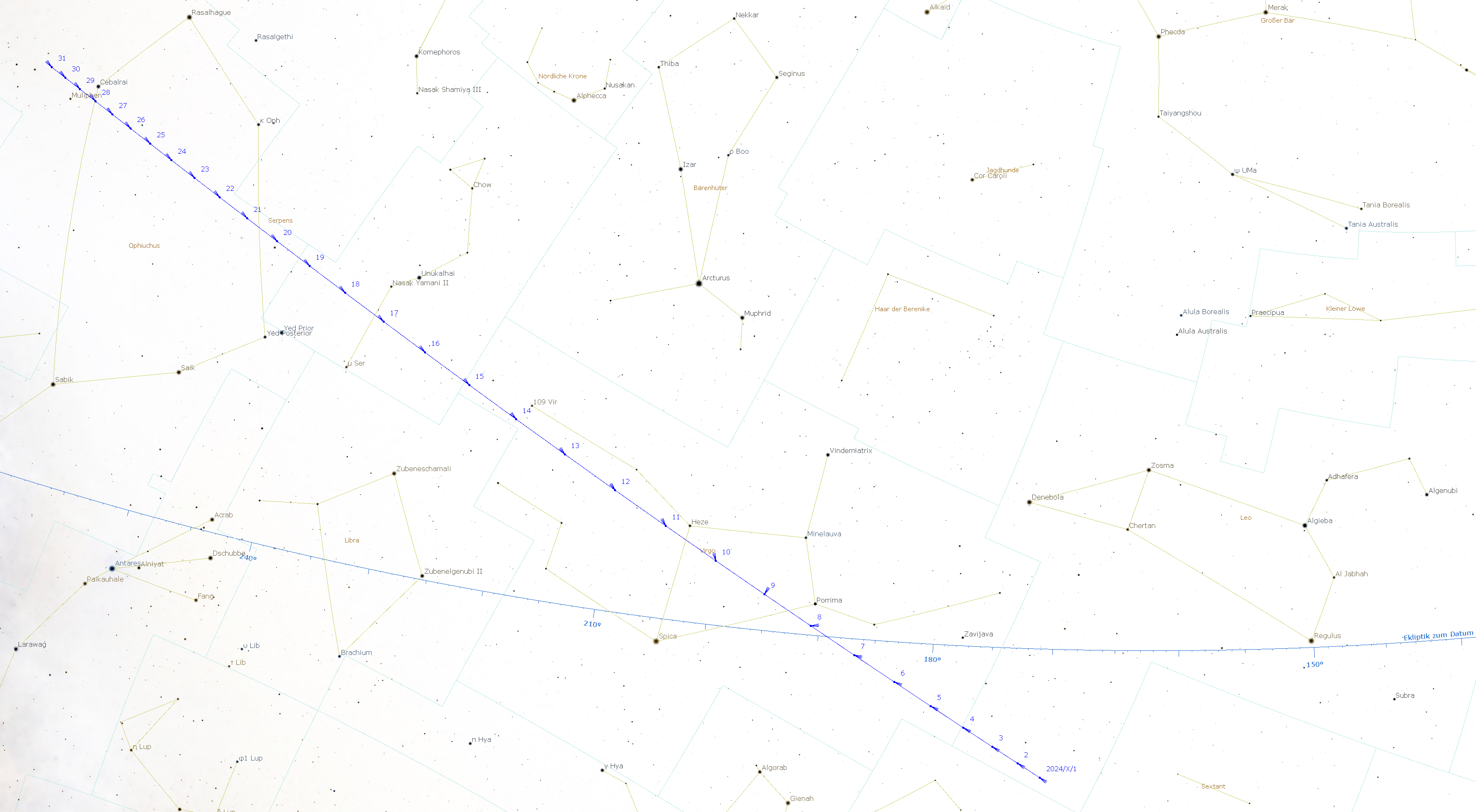
2024 年10月，C/2023 A3的位置。C/2023 A3進入蛇夫座的西端，隨後穿過巨蛇座。十月底，彗星到達北黃道緯度略高於27弧度的位置。 因此，在十月下旬彗星應該在日落後西方地平線上清晰可見。

## 外部連結
- NASA JPL小天體瀏覽器上的C/2023 A3